# Коммуникабельность
Коммуника́бельность (новолат. соединимый, сообщающийся) или отзы́вчивость — способность к общению, к установке связей, контактов, общительность; совместимость (способность к совм. работе) разнотипных систем передачи информации.

В психологии общения — умение налаживать контакты, способность к конструктивному и взаимообогащающему общению с другими людьми. Коммуникабельность является одним из определяющих навыков успешного социального взаимодействия, затрагивающим как профессиональные, так и личные отношения. Коммуникабельность является одним из важнейших личных качеств в профессиях, предусматривающих активное общение с другими людьми, такими как, например, менеджер по продажам, менеджер по связям с общественностью, менеджер по персоналу.
Коммуникативные способности каждого человека формируются индивидуально и в течение всей жизни. Влияющими факторами здесь являются взаимоотношения с родителями, сверстниками, позже с руководством и коллегами. В целом наше осознание собственной социальной роли диктует нам «правила» поведения и общения в окружающей среде.
Одна из черт успешного взаимодействия — это непредубежденность в отношении чужих взглядов. Согласно Тесвальду и Пуну (Tjosvold и Poon), непредубежденность это психологическая концепция, согласно которой люди рассматривают взгляды и знания других людей, «при этом понимая, что другие должны быть свободны в выражении их взглядов, и что значение знаний других людей должно быть признано». Непредубежденность может принимать различные формы.  Существуют аргументы, согласно которым учителя в школах должны больше акцентировать внимание на непредубежденном отношении к науке, нежели на одном только релятивизме, потому что релятивизм — не единственный подход, принятый в научном сообществе.
Непредубежденность, как правило, считается важным личным атрибутом для эффективного участия человека в топ-менеджменте и других рабочих группах.